# Замотаева
Замотаева — деревня в Слободо-Туринском районе Свердловской области России, входит в состав муниципального образования «Усть-Ницинское сельское поселение». 

## Географическое положение
Деревня Замотаева муниципального образования «Слободо-Туринского района» Свердловской области расположена в 20 километрах (по автотрассе в 30 километрах) к югу от села Туринская Слобода, в долине реки Козловка (левый приток реки Межница, бассейн реки Тура), в 1,5 километре выше устья. Деревня входит в состав муниципального образования «Усть-Ницинское сельское поселение».

## Население
| 2002 | 2010 | 2021 |
| ---- | ---- | ---- |
| 73   | ↘43  | ↘31  |